# Rubinola

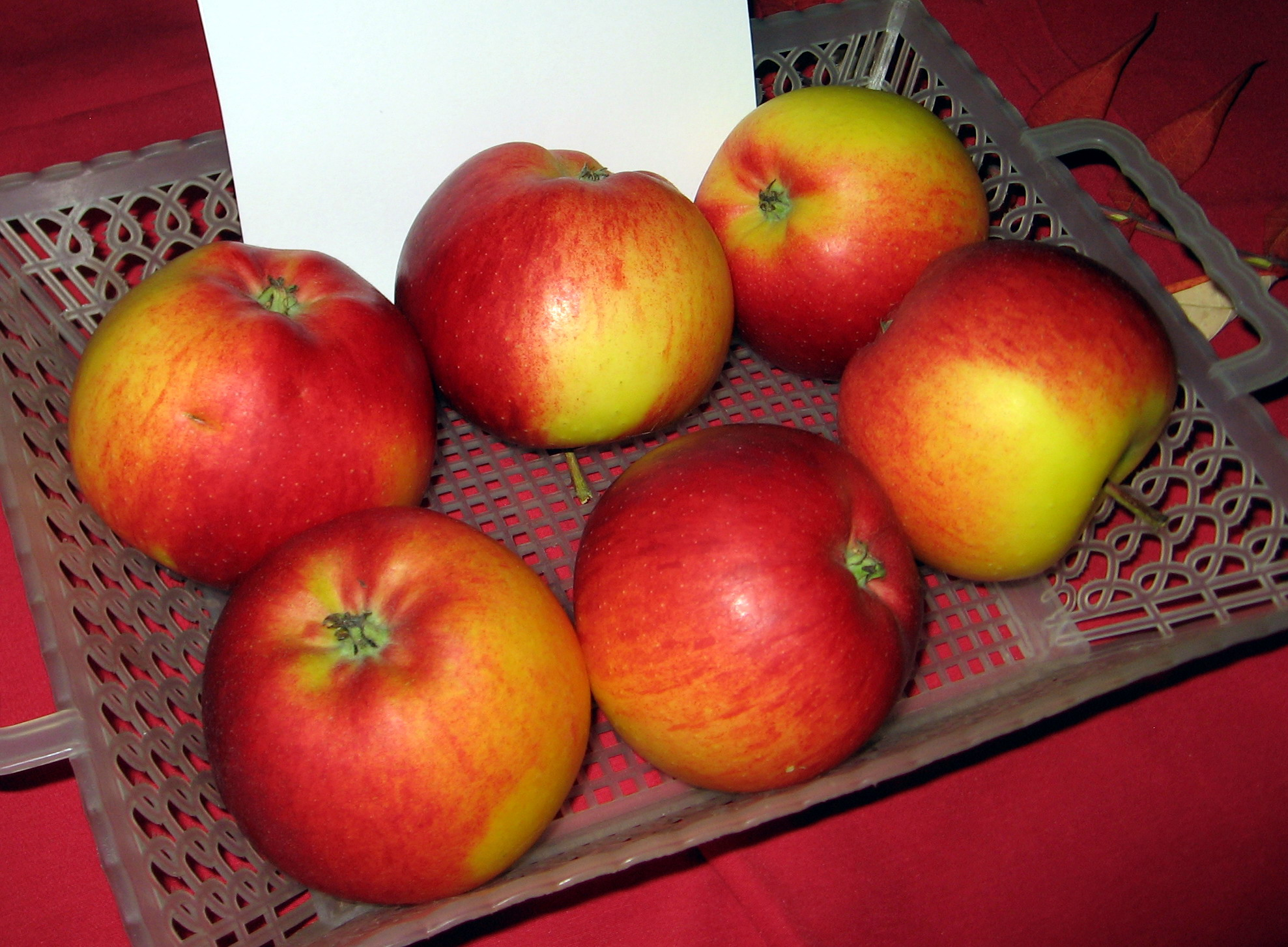
Rubinola, plod.

Rubinola (Malus domestica 'Rubinola') je ovocný strom, kultivar druhu jabloň domácí z čeledi růžovitých. Plody jsou řazeny mezi odrůdy zimních jablek, sklízí se v září, dozrává v listopadu, skladovatelné jsou do března. Odrůda je považována za rezistentní vůči některým chorobám, odrůdu lze pěstovat bez chemické ochrany.

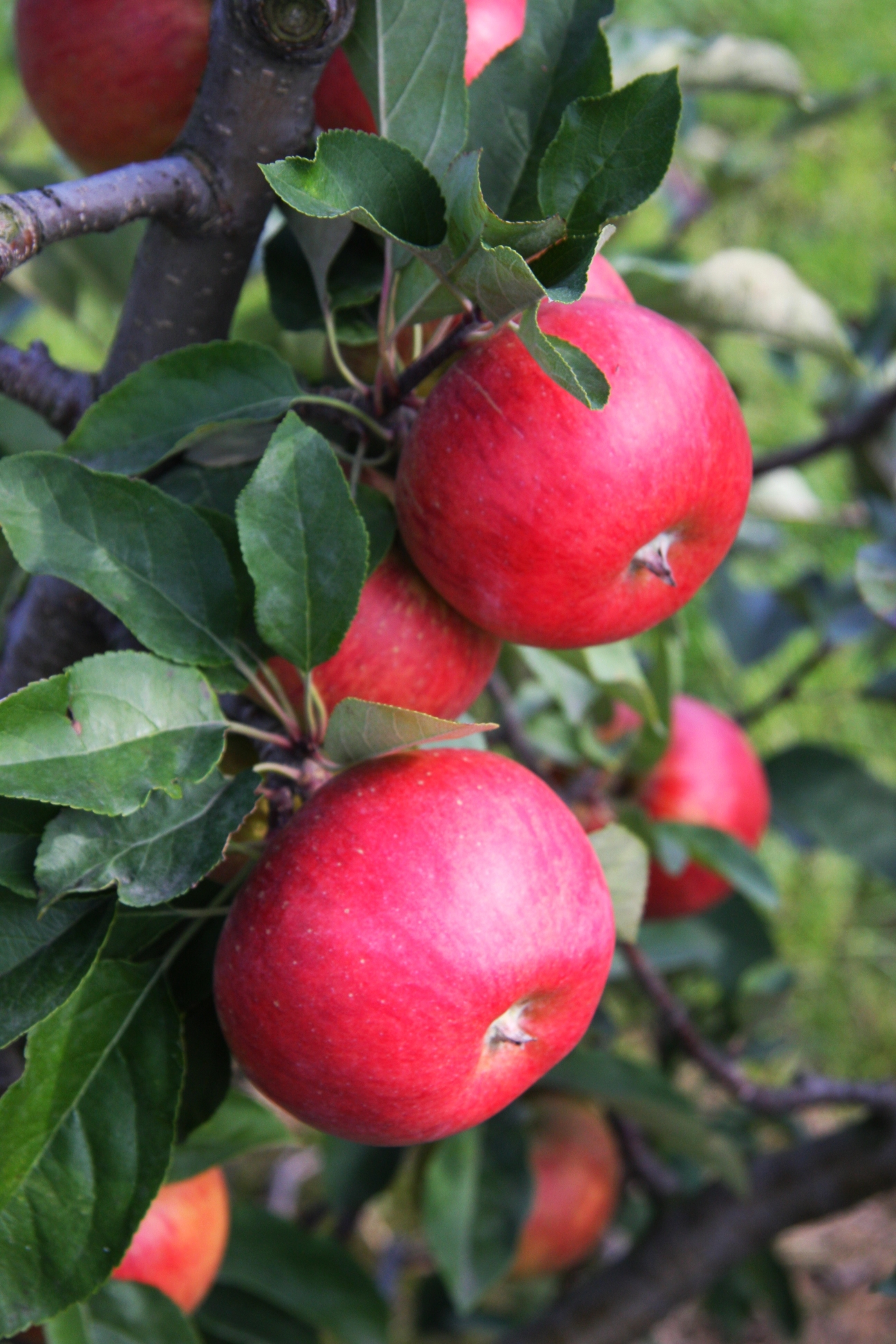

## Historie

### Původ
Byla vyšlechtěna v ČR, v Ústavu experimentální botaniky AVČR, Střížovice. Odrůda vznikla zkřížením odrůd 'Prima' a 'Rubín'.

## Vlastnosti

### Růst
Růst odrůdy je bujný, později střední. Koruna je spíše pyramidální, letorosty v ostrých úhlech. Pravidelný řez je nezbytný, zejména letní řez. Na silný řez nebo zmlazení reaguje silným růstem a nižší plodností. Ve srovnání s Rubínem méně vyholuje, průklest zakracováním výhonů je pěstitelsky snazší a vhodnější.

## Plodnost
Plodí středně brzy, průměrně a pravidelně.

## Plod
Plod je kulovitý, střední až velký. Slupka hladká, žluté až oranžové zbarvení je překryté červenou barvou. Dužnina je krémová se sladce navinulou chutí, velmi dobrá. V nižších polohách je chuť velmi sladká až fádní, je chuťově vhodnější ze středních a vyšších poloh.

## Choroby a škůdci
Odrůda je rezistentní proti strupovitosti jabloní a vysoce odolná k padlí.

## Použití
Je vhodná ke skladování a přímému konzumu. Odrůdu lze použít do všech poloh. Přestože je růst odrůdy bujný, je doporučováno pěstování odrůdy na slabě rostoucích podnožích ve tvaru vřetena.